# Dmitrij Dmitrijew (hokeista)
Dmitrij Dmitrijewicz Dmitrijew, ros. Дмитрий Дмитриевич Дмитриев (ur. 13 maja 1962 w Kirowo-Czepiecku) – rosyjski hokeista, trener.

## Kariera
- Olimpija Kirowo-Czepieck
- Chimik Woskriesiensk (1981-1983)[1]
- Iżstal Iżewsk (1986-1988)[2]
- Kominieft' Niżny Odies (1994)
- Olimpija Kirowo-Czepieck (1994-1996)
- Nieftiechimik Niżniekamsk
- STS Sanok (1995-1996)
- Iżstal Iżewsk (1997-1998)
- Olimpija Kirowo-Czepieck (1998-1999, 2001-2002)

Wychowanek i wieloletni zawodnik klubu Olimpija Kirowo-Czepieck. Grał w lidze polskiej w barwach STS Sanok w sezonie 1995/1996.
Od 2007 trener w rodzinnym Kirowo-Czepiecku. Został trenerem drużyny Olimpija Kirowo-Czepieck, występującej w rosyjskiej drugiej klasie rozgrywek juniorskich, MHL-B.